# Telo u pantomimi
Telo je svakako jedino oruđe koje jedan pantomimičar koristi u svom poslu. Ono je centar pažnje njegovih gledalaca. Stoga se pantomimičar mora potpuno usredsrediti na najbitnije segmente svoga tela i truditi se da u svakom trenutku ima kontrolu nad istim. Lepota pokreta i mogućnost prenosa emocija na publiku bez ijedne reči, leži u sposobnosti pantomimičara, kao i u stepenu njegove samosvesti.

## Izolacija
Jedna svakako bitna stavka,koju pantomimičar mora da savlada na samom početku svog rada,jeste mogućnost izolacije svakog dela tela. Pre svega, on mora zauzeti neutralni položaj, onaj koji ne govori ništa o fizičkom ili psihičkom stanju osobe, ili ga bar dobro skriva. Tu poziciju nazivamo Nulti pozicija. Nulti pozicija podrazumeva stav "stajati uspravno i nepomično". Svaki deo tela mora biti opušten. Telo se ne pomera. Stopala je najbolje držati u položaju koji opisuje jednakostranični trougao, jer će on najbolje podržati telo i pomoći mu da ostane u ravnotežnom položaju.
Kao sledeći korak, treba pomerati delove tela pojedinačno,dok ostali delovi tela i dalje stoje nepomično. U tome leži moć izolacije,jer će i ostali delovi tela instinktivno pokušati da se pokrenu.

## Glava
Nema potrebe naglasiti značaj ovog dela tela. Kao što znamo, glava je jedan od glavnih predstavnika emocija, ali i inteligencije. Takođe, glava je deo tela koji je ubedljivo najviše izložen pogledima publike. To je deo tela koji je najteže sakriti. Glava se nalazi u produžetku zgloba koji je održava u ravnoteži i koji joj omogućava da zauzima različite položaje,bez ograničenja. Međutim, činjenica je da glava pivotira na dva pršljena: Osni pršljen i Nosač. Nosač omogućava glavi da pravi pokrete gore-dole, dok je Osni pršljen odgovoran za pomeranje glave levo-desno. Ako osoba uspostavi kontrolu nad ova dva pršljena,shvatiće da i nije potrebno da pomeri ramena ili vrat da bi reagovala slaganjem sa nekim.

## Vrat
Vrat sam po sebi ima veliki značaj. Žene na vratu primećuju prve znakove starenja. Vrat je dobar pokazatelj strahova. Gracioznost vrata je ono što krasi stav tela. U zavisnosti od toga kako koristimo vrat, mi iskazujemo ono što se zbiva u našoj glavi. Ukoliko se povučemo unazad, otkrivajući Adamovu jabučicu, mi pokazujemo strah ili iznenađenje. Ako pomerimo vrat unapred sa ljutom ekspresijom na licu, mi pretimo. Pantomimičar ima sposobnost da vratom "vidi i sluša". Vrat mu služi kao registar pravca i razdaljine.

## Тrup
Trup je verovatno najbitniji deo tela. On je naš centar. Ono što radimo sa rukama, nogama, glavom ili vratom umnogome zavisi od naše sposobnosti da upravljamo trupom. Ukoliko trup nije dobro kontrolisan, pokret ekstremiteta će delovati manje realno i moćno.
Trup se prostire od vrata do kukova. Podeljen je na tri dela: viši torzo, koji obuhvata srce i pluća, srednji torzo koji uključuje abdomen i, grubo rečeno, žlezde sa unutrašnjim lučenjem, i niži torzo, koji obuhvata struk i kukove.
Grudni koš je bolji registar emocija od struka i kukova, dok za pokrete važi obrnuto. Glavni razlog za to jeste što su srce i pluća, dva organa sa veoma velikom osetljivošću, smešteni upravu tu. Kad smo zaljubljeni srce jako tuče. Kad smo uplašeni, dišemo brže i naš grudni koš to adekvatno interpretira. Za pantomimičara, pokretljivost grudnog koša je veoma bitna, jer on njome pokazuje svoju osetljivost. Na primer, trup je prvi deo tela u kome čovek oseća strah. Utroba reaguje, želudac luči kiselinu. Takođe, i osećaj sreće ima približno isti centar: solarni plexus.

## Noge
Noge su, s obzirom na to da su u direktnom kontaktu sa zemljom, od krucijalnog značaja za čoveka. Iako koristimo svoje noge toliko mnogo, mi retko razmišljamo o njima, ali pantomimičar ne sme da ih zaboravi. On na sceni ponovo uči da hoda. On često mora da stvori iluziju trčanja, klizanja, penjanja ili čak stajanja. Pantomimičar nogamam takođe iskazuje svoj karakter i ličnost. Na primer, čovek koji stoji oslonjen na jednu nogu dok drugu drži prekrštenu, deluje opušteno, bez obzira na ono što priča.

## Ruke
Da bio napravio nevidljivi zid oko sebe i objekata u prostoru, pantomimičar koristi ruke i šake. Ruke su veoma bitan segment jer njima približavamo ili udaljavamo ljude ili stvari ka sebi i na taj način ih upoznajemo. Rukama dodirujemo, hvatamo udaramo. Pantomimičar ima moć da skoro svaku emociju prenese rukama, bez ijedne reči ili zvuka. Naime, pomeranjem ruke pod tačno određenim uglovima i zauzimajući razoličite položaje, on iskazuje emociju. Ono što ostaje publici, jeste da je prepozna. Po usvojenim pravilima publika zna koji pokret pantomimičara simbolizuje koju emociju.

## Lice
Lice je svakako deo tela po kome prepoznajemo jedni druge. Verovatno najbitniji deo tela. Lice je identitet. Lice ne može biti imitirano. Ono je najviše izloženo pogledima drugih. Zapravo, kad ne vidimo dobro lice osobe sa kojom razgovaramo, osećamo se nesigurno. Lice je odličan pokazatelj osećanja. Za pantomimičara, koji dobro ovlada mikropokretima lica, ono će biti najzahvalniji deo tela za rad.